# Rocca di Mezzo
Rocca di Mezzo – miejscowość i gmina we Włoszech, w regionie Abruzja, w prowincji L’Aquila.
Według danych na rok 2004 gminę zamieszkiwało 1426 osób, 16,6 os./km².